# Juan Gil de Zamora
Fray Juan Gil de Zamora, también conocido como Fray Egidio (Zamora, España, 1241 aprox. - 
1318 aprox.), fue uno de los principales intelectuales de la Edad Media en España. Escritor enciclopédico, escribió sobre medicina, historia, música, biología y gramática, además de componer poesía sacra, sermones para la predicación y obras enciclopédicas.

## Biografía
No sabemos con certeza su fecha de nacimiento, pero sí que nació en la ciudad de Zamora (España), aunque se dice que podría haber sido en torno al año 1241.
Ingresó en la orden franciscana a finales de la década de 1260 y participó en la fundación del monasterio de su orden en la ciudad de Zamora. Incluso se dice que estuvo presente en el hallazgo de los restos de San Ildefonso el 26 de mayo de 1260.
En 1266 se sabe que era diácono en el Convento de San Francisco el Grande de Madrid. Estudió en Santiago de Compostela y en 1272 o 1273 fue enviado a París, que en aquel momento veía como San Buenaventura luchaba contra el averroísmo en la Sorbona. Allí permaneció cuatro años y en 1276 obtuvo el grado de maestro en Teología. Podría haber estado también en Toulouse como profesor, pero el caso es que regresó a Castilla y ocupó importantes cargos en la corte de Alfonso X (1252-1284) como scriptor, secretario regio y preceptor del infante don Sancho, futuro Sancho IV el Bravo (1284-1295).
En Zamora alcanzó cargos de relevancia e importancia como lector del estudio de los franciscanos en la ciudad. Llegó a ser vicario provincial de la provincia de Santiago hacia 1295. También fue custos custodium de esta provincia y ministro de la Provincia de Santiago entre 1300 y 1318, en cuya calidad acudió a algunos capítulos generales de la orden, como el de Asís (en 1304) o Barcelona (1313). Estuvo en buena sintonía con los monarcas Fernando III, Alfonso X o Sancho IV y se cree murió en edad avanzada, en torno a 1318. 
Fue un gran erudito, representante del humanismo del siglo XIII en la corte del rey Alfonso X, el Sabio, para quien trabajó como colaborador en su extensa obra, tanto laica como religiosa; en este último aspecto su labor se centró casi exclusivamente en la vida y milagros de la Virgen y algunos santos, y es muy posible que por orden real compilase leyendas marianas que luego sirvieron al Rey Sabio para elaborar las Cantigas de Santa María. Consagrado a María está el Liber Mariae, donde acoge multitud de milagros atribuidos a su intervención. Algunas de sus obras no se conservan, pero entre otras destacan una alabanza general de Hispania, De preconiis Hispanie, un Dictaminis Epithalamium, intento de establecer un modelo de prelado virtuoso, y otras que él mismo menciona: Armarium Scripturarum, un Angelorum tractatum diffusum et copiosum admodum, según sus propias palabras, y una obra De hystoria ciuili. También tuvo inquietudes científicas: escribió Contra uenena et animalia uenenosa, menciona un De piscibus y otras obras como De electuariis, De emplastris, De conceptu et parto. Fue también escritor enciclopedista y escribió una Historia Naturalis siue De rerum naturis inserta en la misma tradición que las obras del franciscano Bartolomé Anglico (1245) y de los dominicos Tomás de Cantimpré (1228-1248) y Vicente de Beauvais (1250), a los que sigue en muchas ocasiones. Además escribió panegíricos de San Pablo, Santiago y Santo Tomás apóstol y las vidas de los reyes Fernando III el Santo, Alfonso X el Sabio y Alfonso XI y los santos San Apeles, herrero, y San Borondón, monje aventurero y viajero del siglo VI. También se conservan 85 sermones suyos. Toda su obra hagiográfica forma parte de otra de carácter enciclopédico más extensa titulada De viribus.

## Obras
Entre sus obras principales están:
- De Preconiis civitatis Numantine, historia o excelencias de la ciudad de Zamora. Con esta obra se le considera el primer historiador de Zamora. Hay edición moderna del padre Fidel Fita, “De praeconiis civitatis Numantine”, Boletín de la Real Academia de la Historia núm. 5 (1884), 131-200.
- De Preconiis Hispanie, historia y excelencia de España. Existen dos ediciones: Manuel de Castro y Castro (Madrid: Universidad de Madrid - Facultad de Filosofía y Letras, 1955) y De preconiis Hispanie, o Educación del príncipe traducción y estudio de José-Luis Martín y Jenaro Costas (Salamanca: Gráficas Varona, 1997).
- Liber illustrium personarum, vidas de reyes como Fernando III el Santo, Alfonso X el Sabio y Alfonso XI.
- Historia naturalis, canonica et civilis; magna enciclopedia de la que hay edición moderna: Iohannis Aegidius Zamorensis, Historia Naturalis, introducción, edición crítica, traducción castellana e índices de Avelino Domínguez García y Luis García Ballester. Valladolid, 1994, 3 vols.
- Armarium Scripturarum, Archivum o Mare Magnum.
- Liber de Iesu
- Liber Mariae; hay edición moderna de M. R. Vílchez, “Liber Mariae de Gil de Zamora”, Eidos. Cuadernos de la Institución Teresiana, 1 (1954), 9-43.
- Liber de Maria / Officium Almiflue Virginis”, ed. de Fidel Fita en Monumentos antiguos de la Iglesia compostelana, Madrid, 1882, 158-183. Contiene leyendas marianas que fueron inspiración en parte para las Cantigas de Alfonso X El Sabio.
- Officium Almifluae Virginis, un Oficio de la Virgen.
- Ars dictandi, tratado retórico.
- Dictaminis epithalamium, un intento de establecer el modelo del prelado virtuoso. Existe ed. moderna de Charles Faulhaber, Pisa, 1978.
- Prosologion seu Tractatus de dulibus Biblie.
- Prosodion. Gramática.
- De operibus historicis Johannis Aegidii Zamorensis, ed. de Georgius Cirot, Burdeos, 1913.
- De anathomia
- Liber contra venena et animalia venenosa, ed. crítica, introducción, notas y traducción de Cándida Ferrero Hernández. [Tesis doctoral], Barcelona, 2002.
- Summa Quaestionum.
- Liber sermonum, colección de 70 sermones de temas variados.
- Breviloquium sermonum virtutum et vitiorum, 15 sermones sobre virtudes y vicios.
- Juan Gil de Zamora: sermonario inédito. Introducción, edición y comentario de siete de sus sermones por Fernando Lillo Redonet (ed). [Memoria de licenciatura], Salamanca, 1993.
- "Vidas de Fr. Antonio de Segovia y de Fr. Antonio de Santarem", ed. de Atanasio López Fernández. Provincia de España de los Frailes Menores, Santiago, 1915, 353-359.
- Maremagnum de escrituras. Dictaminis epitalamium. Libro de las personas ilustres. Formación del príncipe, ed. de José Luis Martín Rodríguez, Zamora, 1995.
- Ars Musica, Ms. H./29 del Archivio Capitolare Vaticano. Lo editó en el siglo XVIII M. Gerbert “Ars Musica”, en Scriptores Ecclesiastici de Musica Sacra, Saint-Blaise, 1784, tomo II, 370-393. Hay edición moderna de M. Robert-Tissot: Johannes Aegidius de Zamora: Ars Musica, Middleton, 1974. También en Corpus scriptorum de musica, vol. 20. Roma, 1974, 131.
- “Carmen super Maria Virgine, Hymne de la Vierge" ed. de Henry Sptizmüller, en Poésie latine chrétienne du Moyen Age, IIIè -XVè siècles, París, 1971, 957-963.
- “Poesías inéditas, el Officium Almifluae Virginis”, ed. de Fidel Fita en Boletín de la Real Academia de la Historia 6 (1885), 379-409.
- Egidios, obra perdida a fines del siglo XVIII o principios del XIX cuyo título al parecer designaba a una colección de todas sus obras.
- Legende sanctorum et festiuitatum aliarum de quibus ecclesia sollempnizat. ("Leyendas de los santos y otras festividades que celebra la Iglesia.") [Introducción, edición crítica y traducción anotada por José Carlos Martín, en colaboración con Eduardo Otero Pereira, Zamora, 2014.] Archivado el 14 de enero de 2020 en Wayback Machine.